# Населённые пункты Малопургинского района

Карта Малопургинского района с центрами поселений

Муниципальное образование «Малопургинский район» включает в себя 79 населённых пунктов: 15 сельских поселений в составе 9 сёл, 63 деревень, 6 починков и 1 выселок.
Административный центр района — село Малая Пурга.

## Перечень населённых пунктов
Ниже приводится список населённых пунктов района по муниципальным образованиям, к которым они относятся. Жирным шрифтом выделены административные центры поселений.

### Муниципальное образование «Аксакшурское»
- деревня Аксакшур
- деревня Байситово
- деревня Кутер-Кутон
- деревня Куюки

### Муниципальное образование «Баграш-Бигринское»
- деревня Баграш-Бигра
- деревня Курегово
- деревня Орлово
- деревня Чурашур
- починок Дома 1079 км
- починок Дома 1084 км

### Муниципальное образование «Бобья-Учинское»
- деревня Бобья-Уча
- деревня Гужношур
- деревня Печкес
- деревня Сырьезшур
- деревня Черношур

### Муниципальное образование «Бурановское»
- село Яган-Докья
- село Бураново
- деревня Ильинск
- деревня Пуро-Можга
- деревня Чутожмон

### Муниципальное образование «Иваново-Самарское»
- деревня Иваново-Самарское
- деревня Капустино

### Муниципальное образование «Ильинское»
- село Ильинское
- деревня Абдэс-Урдэс
- деревня Арляново
- деревня Чекалкино
- деревня Сосновка

### Муниципальное образование «Кечевское»
- село Кечево
- деревня Валион
- деревня Верхнее Кечево
- деревня Нижнее Кечево
- деревня Среднее Кечево
- деревня Сундуково

### Муниципальное образование «Малопургинское»
- село Малая Пурга
- деревня Абдульменево
- деревня Курчум-Норья
- деревня Столярово
- починок Курчумский

### Муниципальное образование «Нижнеюринское»
- деревня Нижние Юри
- деревня Новая Монья
- деревня Средние Юри

### Муниципальное образование «Норьинское»
- село Норья
- деревня Горд Шунды
- деревня Красный Яр
- деревня Кулаево
- деревня Сизяшур

### Муниципальное образование «Постольское»
- деревня Миндерево
- деревня Вишур
- деревня Кечур
- деревня Малая Бодья
- починок Постольский
- починок Дома 8 км

### Муниципальное образование «Пугачёвское»
- село Пугачёво

### Муниципальное образование «Старомоньинское»
- деревня Старая Монья
- деревня Быстрово
- деревня Верхняя Иж-Бобья
- деревня Итешево
- деревня Старая Бурожикья

### Муниципальное образование «Уромское»
- село Уром
- деревня Алганча-Игра
- деревня Баднюк
- деревня Бажаново
- деревня Бугрыш
- деревня Гожня
- деревня Каймашур
- деревня Карашур
- деревня Косоево
- деревня Лебедевка
- деревня Малая Уча
- деревня Пытцам
- выселок Гари
- починок Дома 1066 км
- починок Дома 1068 км
- починок Дома 1072 км
- починок Дома 1074 км
- починок Дома 1077 км

### Муниципальное образование «Яганское»
- село Яган
- деревня Успьян
- починок Дома 1096 км